# Luis Peiró Roselló
Luis Peiró Roselló (Montaverner, 12 de juliol de 1949) ha estat un economista i polític valencià, diputat en la primera legislatura de les Corts Valencianes i alcalde de Montaverner.

## Carrera política
Llicenciat en Ciències Econòmiques, ha treballat com a tècnic superior de la Confederació Hidrogràfica del Xúquer. Membre del PSPV-PSOE, fou escollit diputat per la circumscripció de València a les eleccions a les Corts Valencianes de 1983. De 1983 a 1987 fou vicepresident de la Comissió d'Economia, Pressupostos i Hisenda de les Corts Valencianes A les eleccions municipals espanyoles de 1987 fou escollit alcalde de Montaverner, càrrec que renovà a les eleccions municipals espanyoles de 1991 i 1995, abandonant el càrrec per motius de salut. De 1987 a 1993 també fou cap de gabinet del Conseller d'Agricultura de la Generalitat Valenciana Lluís Font de Mora Montesinos i director de l'Institut de Cooperativisme Agrari Valencià.